# Minervois-La-Livinière
Das Weinbaugebiet Minervois-La-Livinières liegt in unmittelbarer Nachbarschaft der Appellation Minervois in der Weinbauregion Languedoc. Die Weinberge umfassen ca. 200 Hektar Rebfläche in den sechs Gemeinden Azille (Département Aude), Azillanet, Cesseras, Félines-Minervois, La Livinière und Siran im Département Hérault. Die Gemeinde La Livinière, die nur unweit von Minerve liegt, gab dem Gebiet ihren Namen. Die Herkunftsbezeichnung verfügt seit dem 12. Februar 1999 ausschließlich für den Rotwein über den Status einer Appellation d’Origine Contrôlée (kurz AOC).
Die Weinberge liegen auf einer mittleren Höhe von ca. 220 m ü. NN in sanften Hanglagen der Ausläufer der Cevennen. Durch eine südliche Ausrichtung der Hänge sind die Rebflächen gegen die kalten Nordwinde und gegen den aus nordwestlicher Richtung wehenden Cers geschützt. Während der Nacht fällt kühle Luft aus den Höhen der Causse herab. Das Gebiet zählt mit jährlichen Niederschlagsmengen von 400 bis 500 mm zu den trockenen Regionen des Languedoc.

## Rebsorten
Generell sind die Erträge auf 45 Hektoliter/Hektar beschränkt.
Die Rotweine bestehen aus den Rebsorten Grenache, Mourvèdre und Syrah. Der Anteil dieser drei Sorten muss bei mindestens 60 Prozent liegen und die Summe von Syrah und Mourvèdre bei mindestens 40 Prozent. Als Nebensorten dürfen die Rebsorten Lledoner Pelut, Carignan, Cinsault (maximal 20 %), Piquepoul Noir, Terret Noir und Aspiran eingesetzt werden.
Die Pflanzdichte liegt bei mindestens 4000 Rebstöcken/Hektar.
Der Rotwein fällt unter den Weinen des Languedoc durch Feinheit und Eleganz auf. Dennoch leugnet er seinen mediterranen Charakter nicht. Sein natürlicher Alkoholgehalt muss mindestens 12 Vol.-% betragen. Er besitzt eine tiefe Farbe, kräftige Aromen und vollen Körper. Er ist mindestens fünf Jahre lagerfähig, gute Jahrgänge bauen im Keller auch noch länger aus.